# Линдси Давенпорт
Линдси Ен Давенпорт (енгл. Lindsay Ann Davenport; Палос Вердес, 8. јун 1976) је америчка тенисерка. Прво место на ВТА листи по први пут је заузела 12. октобра 1998, и достизала га је у још седам наврата. Давенпортова је једна од четири тенисерке које су макар осам пута заузимале прво место на ВТА листи, уз Крис Еверт, Мартину Навратилову и Штефи Граф, и једна од само пет тенисерки које су ту позицију достигле и у појединачној и у конкуренцији парова, уз Мартину Навратилову, Аранчу Санчез Викарио, Мартину Хингис и Ким Клајстерс.
Седам пута је играла финале гренд слем турнира у појединачној конкуренцији, а победила је три пута. У конкуренцији женских парова одиграла је тринаест финала, и остварила је три победе. Укупно је освојила 55 појединачних, као и 37 турнира у конкуренцији парова. Освојила је и златну медаљу на Олимпијским играма 1996. у Атланти. Часопис Тенис ју је 2005. прогласио 29. најбољом тенисерком у периоду од 1965. то 2005. У два је наврата (2007. и 2009) прекидала каријеру због трудноће.

## Приватни живот
Рођена је 8. јуна 1976. у Палос Вердесу, Калифорнија. Њен отац Винк учествовао је на Олимпијским играма 1968. као члан одбојкашке репрезентације САД, док је мајка Ен члан Одбојкашког савеза Јужне Калифорније. Давенпортова је завршила основну и средњу школу, матуриравши у јуну 1994.
Дана 25. априла 2003. године на Хавајима се удала за банкара Џона Лича, брата америчког тенисера Рика Лича. Крајем 2006. објавила је да намерава да се повуче из професионалног тениса на неко време да би родила дете. Дана 10. јуна 2007. у Њупорту, Калифорнија, родила је сина Џегера Џонатана, а кћерку Лорен Ендруз 27. јуна 2009. у истом месту.

## Стил игре и опрема
На почетку професионалне каријере, Давенпортова је имала проблема са кретањем и брзином на терену због своје висине и тежине, те је помоћу специјалног програма 1995. изгубила преко петнаест килограма. Изјавила је да је током тог периода и „ментално ојачала“. Током најуспешнијег периода у њеној каријери, Давенпорт је хваљена због свог јаког сервиса и дворучног бекхенда. Она се такође одлично сналази на мрежи. Користи рекет фирме Вилсон, модел  и опрему марке Nike.

## Награде и признања
- 1993 — Награда часописа Тенис за нову звезду године
- 1996 — Награда ИТФ за светског шампиона у конкуренцији женских парова
- 1998 — Награда ИТФ за светског шампиона у женској појединачној конкуренцији
- 1998 — Награда ИТФ за светског шампиона у конкуренцији женских парова
- 1998 — Награда ВТА за играчицу године
- 1998 — Награда
- 1999 — Награда ВТА за играчицу године
- 1999 — Награда
- 1999 — Најбоља играчица месеца јула по избору Олимпијског комитета САД
- 2000 — Награда новинара за фер-плеј, љубазност и доступност
- 2002 — Изабрана за члана савета играча у оквиру ВТА
- 2004 — Награда Међународне асоцијације тениских писаца за амбасадора тениса
- 2007 — Награда ВТА за повратак године

## Статистике у каријери

### Гренд слем појединачна финала (7; 3–4)
| Исход  | Година | Турнир                        | Подлога | Противница      | Резултат         |
| Победа | 1998   | Отворено првенство Америке    | Тврда   | Мартина Хингис  | 6–3, 7–5         |
| Победа | 1999   | Вимблдон                      | Трава   | Штефи Граф      | 6–4, 7–5         |
| Победа | 2000   | Отворено првенство Аустралије | Тврда   | Мартина Хингис  | 6–1, 7–5         |
| Пораз  | 2000   | Вимблдон                      | Трава   | Винус Вилијамс  | 6–3, 7–6         |
| Пораз  | 2000   | Отворено првенство Америке    | Тврда   | Винус Вилијамс  | 6–4, 7–5         |
| Пораз  | 2005   | Отворено првенство Аустралије | Тврда   | Серена Вилијамс | 2–6, 6–3, 6–0    |
| Пораз  | 2005   | Вимблдон                      | Трава   | Винус Вилијамс  | 4–6, 7–6(4), 9–7 |

### Гренд слем финала у паровима (13; 3–10)
| Исход  | Година | Турнир                        | Подлога | Партнерка         | Противнице                        | Резултат      |
| Пораз  | 1994   | Отворено првенство Француске  | Шљака   | Лиса Рејмонд      | Ђиђи Фернандез Наташа Зверева     | 6–2, 6–2      |
| Пораз  | 1996   | Отворено првенство Аустралије | Тврда   | Мери Џо Фернандез | Чанда Рубин Аранча Санчез Викарио | 7–5, 2–6, 6–4 |
| Победа | 1996   | Отворено првенство Француске  | Шљака   | Мери Џо Фернандез | Ђиђи Фернандез Наташа Зверева     | 6–2, 6–1      |
| Пораз  | 1997   | Отворено пренство Аустралије  | Тврда   | Лиса Рејмонд      | Мартина Хингис Наташа Зверева     | 6–2, 6–2      |
| Победа | 1997   | Отворено првенство Америке    | Тврда   | Јана Новотна      | Ђиђи Фернандез Наташа Зверева     | 6–3, 6–4      |
| Пораз  | 1998   | Отворено првенство Аустралије | Тврда   | Наташа Зверева    | Мартина Хингис Мирјана Лучић      | 6–4, 2–6, 6–3 |
| Пораз  | 1998   | Отворено првенство Француске  | Шљака   | Наташа Зверева    | Мартина Хингис Јана Новотна       | 6–1, 7–6      |
| Пораз  | 1998   | Вимблдон                      | Трава   | Наташа Зверева    | Мартина Хингис Јана Новотна       | 6–3, 3–6, 8–6 |
| Пораз  | 1998   | Отворено првенство Америке    | Тврда   | Наташа Зверева    | Мартина Хингис Јана Новотна       | 6–3, 6–3      |
| Пораз  | 1999   | Отворено првенство Аустралије | Тврда   | Наташа Зверева    | Мартина Хингис Ана Курњикова      | 7–5, 6–3      |
| Победа | 1999   | Вимблдон                      | Трава   | Корина Морарију   | Маријан де Сварт Јелена Татаркова | 6–4, 6–4      |
| Пораз  | 2001   | Отворено првенство Аустралије | Тврда   | Корина Морарију   | Серена Вилијамс Винус Вилијамс    | 6–2, 2–6, 6–4 |
| Пораз  | 2005   | Отворено првенство Аустралије | Тврда   | Корина Морарију   | Светлана Кузњецова Алиша Молик    | 6–3, 6–4      |

### ВТА појединачна финала

#### Победе (55)
| Легенда)               |
| Олимпијско злато (1)   |
| ВТА шампионат (1)      |
| Гренд слем (3)         |
| Прва категорија (11)   |
| Друга категорија (26)  |
| Трећа категорија (12)  |
| Четврта категорија (1) |

| Титуле по подлогама |
| Тврда (34)          |
| Шљака (8)           |
| Трава (2)           |
| Тепих (11)          |

| Бр. | Датум               | Турнир                        | Подлога | Противница            | Резултат            |
| 1.  | 17. мај 1993.       | Луцерн                        | Шљака   | Никол Братке          | 6–1, 4–6, 6–2       |
| 2.  | 3. јануар 1994.     | Бризбејн                      | Тврда   | Флоренсија Лабат      | 6–1, 2–6, 6–3       |
| 3.  | 16. мај 1994.       | Луцерн                        | Шљака   | Лиса Рејмонд          | 7–6(3), 6–4         |
| 4.  | 22. мај 1995.       | Стразбур                      | Шљака   | Кимико Дате           | 3–6, 6–1, 6–2       |
| 5.  | 20. мај 1996.       | Стразбур                      | Шљака   | Барбара Паулус        | 6–3, 7–6(6)         |
| 6.  | 22. јул 1996.       | Атланта                       | Тврда   | Аранча Санчез Викарио | 7–6(6), 6–2         |
| 7.  | 12. август 1996.    | Лос Анђелес                   | Тврда   | Анке Хубер            | 6–2, 6–3            |
| 8.  | 17. фебруар 1997.   | Оклахома Сити                 | Тврда   | Лиса Рејмонд          | 6–4, 6–2            |
| 9.  | 3. март 1997.       | Индијан Велс                  | Тврда   | Ирина Спирлеа         | 6–2, 6–1            |
| 10. | 7. април 1997.      | Амелија Ајланд                | Шљака   | Мери Пирс             | 6–2, 6–3            |
| 11. | 18. август 1997.    | Атланта                       | Тврда   | Сандрин Тести         | 6–4, 6–1            |
| 12. | 13. октобар 1997.   | Цирих                         | Тепих   | Натали Тозија         | 7–6(3), 7–5         |
| 13. | 3. новембар 1997.   | Чикаго                        | Тепих   | Натали Тозија         | 6–0, 7–5            |
| 14. | 2. фебруар 1998.    | Токио                         | Тепих   | Мартина Хингис        | 6–3, 6–3            |
| 15. | 27. јул 1998.       | Станфорд                      | Тврда   | Винус Вилијамс        | 6–4, 5–7, 6–4       |
| 16. | 3. август 1998.     | Сан Дијего                    | Тврда   | Мери Пирс             | 6–3, 6–1            |
| 17. | 10. август 1998.    | Лос Анђелес                   | Тврда   | Мартина Хингис        | 4–6, 6–4, 6–3       |
| 18. | 31. август 1998.    | Отворено првенство САД        | Тврда   | Мартина Хингис        | 6–3, 7–5            |
| 19. | 21. октобар 1998.   | Цирих                         | Тепих   | Винус Вилијамс        | 7–5, 6–3            |
| 20. | 11. јануар 1999.    | Сиднеј                        | Тврда   | Мартина Хингис        | 6–4, 6–3            |
| 21. | 17. мај 1999.       | Мадрид                        | Шљака   | Паола Суарез          | 6–1, 6–3            |
| 22. | 21. јун 1999.       | Вимблдон                      | Трава   | Штефи Граф            | 6–4, 7–5            |
| 23. | 26. јул 1999.       | Станфорд                      | Тврда   | Винус Вилијамс        | 7–6(1), 6–2         |
| 24. | 20. септембар 1999. | Токио                         | Тврда   | Моника Селеш          | 7–5, 7–6(1)         |
| 25. | 8. новембар 1999.   | Филаделфија                   | Тепих   | Мартина Хингис        | 6–3, 6–4            |
| 26. | 15. новембар 1999.  | ВТА првенство                 | Тепих   | Мартина Хингис        | 6–4, 6–2            |
| 27. | 17. јануар 2000.    | Отворено првенство Аустралије | Тврда   | Мартина Хингис        | 6–1, 7–5            |
| 28. | 6. март 2000.       | Индијан Велс                  | Тврда   | Мартина Хингис        | 4–6, 6–4, 6–0       |
| 29. | 16. октобар 2000.   | Линц                          | Тепих   | Винус Вилијамс        | 6–4, 3–6, 6–2       |
| 30. | 6. новембар 2000.   | Филаделфија                   | Тепих   | Мартина Хингис        | 7–6(7), 6–4         |
| 31. | 29. јануар 2001.    | Токио                         | Тепих   | Мартина Хингис        | 6–7(4), 6–4, 6–2    |
| 32. | 26. фебруар 2001.   | Скотсдејл                     | Тврда   | Меган Шонеси          | 6–2, 6–3            |
| 33. | 18. јун 2001.       | Истборн                       | Трава   | Магви Серна           | 6–2, 6–0            |
| 34. | 6. август 2001.     | Лос Анђелес                   | Тврда   | Моника Селеш          | 6–3, 7–5            |
| 35. | 8. октобар 2001.    | Филдерштат                    | Тврда   | Жистин Енен           | 7–5, 6–4            |
| 36. | 15. октобар 2001.   | Цирих                         | Тврда   | Јелена Докић          | 6–3, 6–1            |
| 37. | 22. октобар 2001.   | Линц                          | Тврда   | Јелена Докић          | 6–4, 6–1            |
| 38. | 27. јануар 2003.    | Токио                         | Тепих   | Моника Селеш          | 6–7(6), 6–1, 6–2    |
| 39. | 2. фебруар 2004.    | Токио                         | Тврда   | Магдалена Малејева    | 6–4, 6–1            |
| 40. | 5. април 2004.      | Амелија Ајланд                | Шљака   | Амели Моресмо         | 6–4, 6–4            |
| 41. | 12. јул 2004.       | Станфорд                      | Тврда   | Винус Вилијамс        | 7–6(4), 5–7, 7–6(4) |
| 42. | 19. јул 2004.       | Лос Анђеле                    | Тврда   | Серена Вилијамс       | 6–1, 6–3            |
| 43. | 26. јул 2004.       | Сан Дијего                    | Тврда   | Анастасија Мискина    | 6–1, 6–1            |
| 44. | 16. август 2004.    | Синсинати                     | Тврда   | Вера Звонарјова       | 6–3, 6–2            |
| 45. | 4. октобар 2004.    | Филдерштат                    | Тврда   | Амели Моресмо         | 6–2, предат меч     |
| 46. | 5. март 2005.       | Дубаи                         | Тврда   | Јелена Јанковић       | 6–4, 3–6, 6–4       |
| 47. | 4. април 2005.      | Амелија Ајланд                | Шљака   | Силвија Фарина Елија  | 7–5, 7–5            |
| 48. | 20. август 2005.    | Њухејвен                      | Тврда   | Амели Моресмо         | 6–4, 6–4            |
| 49. | 13. септембар 2005. | Бали                          | Тврда   | Франческа Скјавоне    | 6–2, 6–4            |
| 50. | 3. октобар 2005.    | Филдерштат                    | Тврда   | Амели Моресмо         | 6–2, 6–4            |
| 51. | 23. октобар 2005.   | Цирих                         | Тврда   | Пати Шнидер           | 7–6(5), 6–3         |
| 52. | 16. септембар 2007. | Бали                          | Тврда   | Данијела Хантухова    | 6–4, 3–6, 6–2       |
| 53. | 4. новембар 2007    | Квебек                        | Тврда   | Јулија Вакуленко      | 6–4, 6–1            |
| 54. | 5. јануар 2008.     | Окланд                        | Тврда   | Араван Резај          | 6–2, 6–2            |
| 55. | 1. март 2008.       | Мемфис                        | Тврда   | Олга Говорцова        | 6–2, 6–1            |

#### Порази (38)
| Легенда                |
| Олимпијско злато (0)   |
| ВТА шампионат (3)      |
| Гренд слем (4)         |
| Прва категорија (10)   |
| Друга категорија (20)  |
| Трећа категорија (1)   |
| Четврта категорија (0) |

| Титуле по подлогама |
| Тврда (26)          |
| Шљака (2)           |
| Трава (2)           |
| Тепих (8)           |

| Бр. | Датум              | Турнир                        | Подлога | Противница         | Резултат             |
| 1.  | 1. новембар 1994.  | ВТА првенство                 | Тепих   | Габријела Сабатини | 6–3, 6–2, 6–4        |
| 2.  | 15. јануар 1995.   | Сиднеј                        | Тврда   | Габријела Сабатини | 6–3, 6–4             |
| 3.  | 5. фебруар 1995.   | Токио                         | Тепих   | Кимико Дате        | 6–1, 6–2             |
| 3.  | 14. јануар 1996.   | Сиднеј                        | Тврда   | Моника Селеш       | 4–6, 7–6(7), 6–3     |
| 5.  | 10. август 1997.   | Лос Анђелес                   | Тврда   | Моника Селеш       | 5–7, 7–5, 6–4        |
| 6.  | 16. новембар 1997. | Филаделфија                   | Тепих   | Мартина Хингис     | 7–5, 6–7(7), 7–6(4)  |
| 7.  | 15. март 1998.     | Индијан Велс                  | Тврда   | Мартина Хингис     | 6–3, 6–4             |
| 8.  | 5. октобар 1998.   | Штутгарт                      | Тврда   | Сандрин Тести      | 7–5, 6–3             |
| 9.  | 16. новембар 1997. | Филаделфија                   | Тепих   | Штефи Граф         | 4-6, 6-3, 6-4        |
| 10. | 22. новембар 1998. | ВТА првенство                 | Тепих   | Мартина Хингис     | 7–5, 4–6, 6–4, 6–2   |
| 11. | 23. август 1999.   | Њухејвен                      | Тврда   | Винус Вилијамс     | 6–2, 7–5             |
| 12. | 11. јануар 2000.   | Сиднеј                        | Тврда   | Амели Моресмо      | 7–6(2), 6–4          |
| 13. | 2. април 2000.     | Мајами                        | Тврда   | Мартина Хингис     | 6–3, 6–2             |
| 14. | 26. јун 2000.      | Вимблдон                      | Трава   | Винус Вилијамс     | 6–3, 7–6(3)          |
| 15. | 24. јул 2000.      | Станфорд                      | Тврда   | Винус Вилијамс     | 6–1, 6–4             |
| 16. | 13. август 2000.   | Лос Анђелес                   | Тврда   | Серена Вилијамс    | 4–6, 6–4, 7–6(1)     |
| 17. | 28. август 2000.   | Отворено првенство САД        | Тврда   | Винус Вилијамс     | 6–4, 7–5             |
| 18. | 15. октобар 2000.  | Цирих                         | Тепих   | Мартина Хингис     | 6–4, 4–6, 7–5        |
| 19. | 8. јануар 2000.    | Сиднеј                        | Тврда   | Мартина Хингис     | 6–3, 4–6, 7–5        |
| 20. | 23. јул 2001.      | Станфорд                      | Тврда   | Ким Клајстерс      | 6–4, 6–7(5), 6–1     |
| 21. | 20. август 2001.   | Њу Хејвен                     | Тврда   | Винус Вилијамс     | 7–6(6), 6–4          |
| 22. | 4. новембар 2001.  | Минхен                        | Тврда   | Серена Вилијамс    | предат меч           |
| 23. | 11. август 2002.   | Лос Анђелес                   | Тврда   | Чанда Рабин        | 5–7 7–6 6–3          |
| 24. | 19. август 2002.   | Њу Хејвен                     | Тврда   | Винус Вилијамс     | 7–5, 6–0             |
| 25. | 6. октобар 2002.   | Москва                        | Тепих   | Магдалена Малејева | 5–7, 6–3, 7–6        |
| 26. | 20. октобар 2002.  | Цирих                         | Тепих   | Пати Шнидер        | 6–7(5), 7–6(8), 6–3  |
| 27. | 6. јануар 2003.    | Сиднеј                        | Тврда   | Ким Клајстерс      | 6–4, 6–3             |
| 28. | 3. март 2003.      | Индијан Велс                  | Тврда   | Ким Клајстерс      | 6–4, 7–5             |
| 29. | 14. април 2003.    | Амелија Ајланд                | Шљака   | Јелена Дементјева  | 4–6, 7–5, 6–3        |
| 30. | 4. август 2003.    | Лос Анђелес                   | Тврда   | Ким Клајстерс      | 6–1, 3–6, 6–1        |
| 31. | 18. август 2003.   | Њу Хејвен                     | Тврда   | Џенифер Капријати  | 6–2, 4–0 предат меч  |
| 32. | 8. март 2004.      | Индијан Велс                  | Тврда   | Жистин Енен        | 6–1, 6–4             |
| 33. | 22. мај 2004.      | Стразбур                      | Шљака   | Клодин Шол         | 2–6, 6–0, 6–3        |
| 34. | 29. јануар 2005.   | Отворено првенство Аустралије | Тврда   | Серена Вилијамс    | 2–6, 6–3, 6–0        |
| 35. | 6. фебруар 2005.   | Токио                         | Тепих   | Марија Шарапова    | 6–1, 3–6, 7–6(5)     |
| 36. | 7. март 2005.      | Индијан Велс                  | Тврда   | Ким Клајстерс      | 6–4, 4–6, 6–2        |
| 37. | 9. јул 2005.       | Вимблдон                      | Трава   | Винус Вилијамс     | 4–6, 7–6(4), 9–7     |
| 38. | 26. август 2006.   | Њу Хејвен                     | Тврда   | Жистин Енен        | 6–0, 1–0, предат меч |